# Kunhuta Přemyslovna
Kunhuta Přemyslovna (leden 1265 – 27. listopadu 1321), prvorozená dcera českého krále Přemysla Otakara II. a Kunhuty Uherské, byla mazovskou kněžnou, také abatyší kláštera sv. Jiří na Pražském hradě. Po smrti své pratety sv. Anežky byla také po určitou dobu abatyší kláštera Na Františku.

## Klášter Na Františku

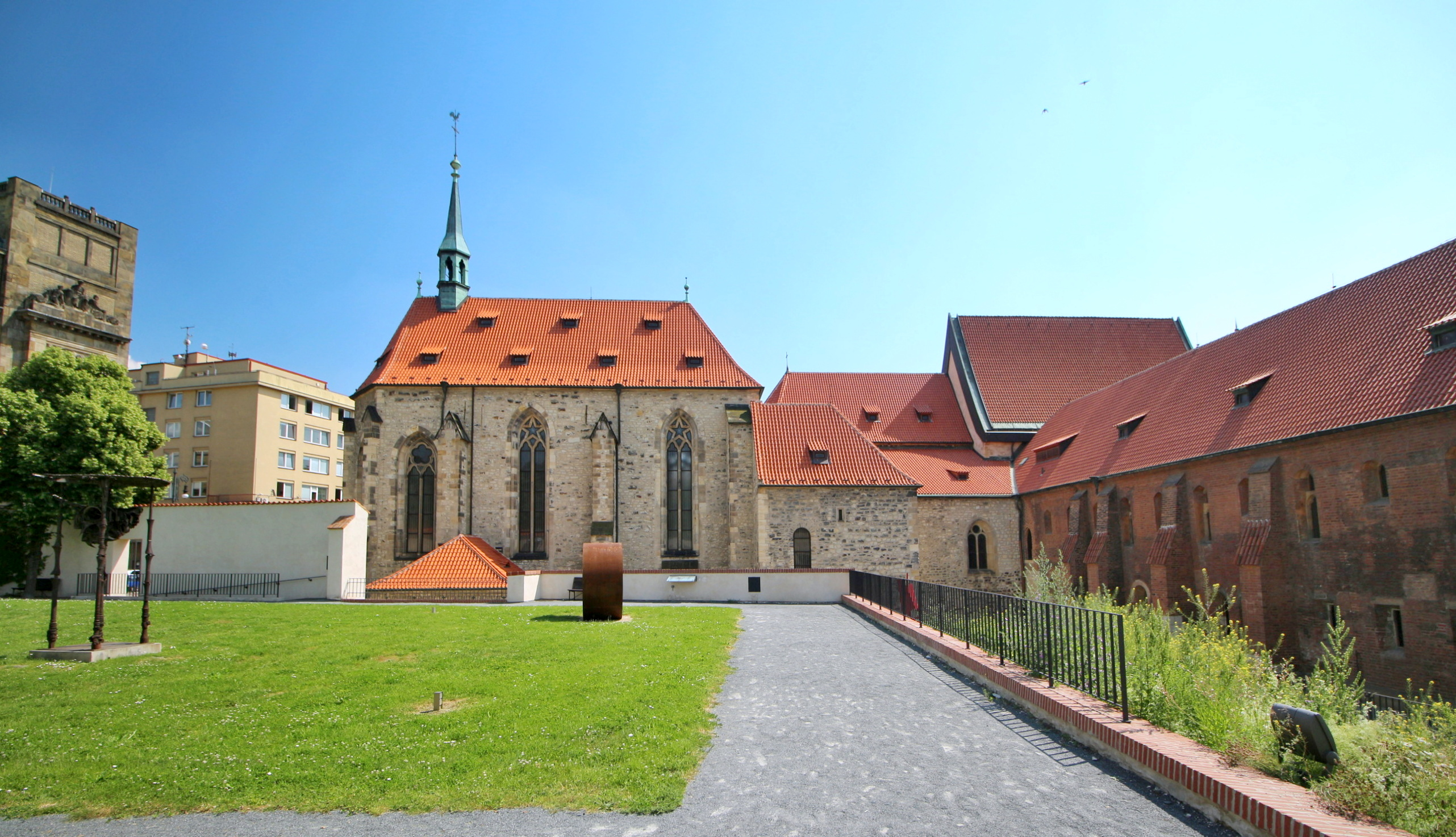
Vpravo nejstarší část konventu. V pozadí (zleva) kostel sv. Salvátora, Anežčina oratoř, kaple P. Marie, nad ní střecha kostela sv. Františka.

Otec si pro Kunhutu vyžádal dědické právo na české království od římského krále Richarda Cornwallského a tento stav trval až do narození mužského dědice v roce 1271. Ve dvanácti letech vstoupila do kláštera Na Františku – podle podmínek mírové smlouvy s novým německým králem Rudolfem Habsburským z roku 1276 se totiž měla vdát za jednoho z jeho synů (Hartmanna). Není ovšem jasné, zda se uchýlila do kláštera z vlastní vůle nebo na otcův pokyn.
Po smrti pratety Anežky České převzala Kunhuta její úlohu v klášteře Na Františku a pečovala o nemocné.

## Mazovská kněžna
V roce 1291 se Kunhuta na žádost svého bratra krále Václava II. vdala za piastovského knížete Boleslava II. Mazovského. Kunhuta byla jeho druhou ženou, tou první byla Gaudemunda Žofie Litevská, od které se dočkal dvou synů a dcery.
Druhá manželka Boleslavovi přinesla zvýšení prestiže a porodila mu tři děti: mazovskou kněžnu Eufrozinu (1292–1328/1329), knížete Václava (1293–1336) a jeptišku u sv. Jiří Perchtu (před 1299 – po 1311). V roce 1302 bylo nešťastné manželství na Kunhutinu žádost rozvedeno. Při podpisu listin ostatně Kunhuta užívala nejprve titulu dcery českého krále a až poté mazovské vévodkyně. K rozluce manželství snad přispělo i to, že Václav II. už v té době byl korunován polským králem.

## Abatyše u sv. Jiří

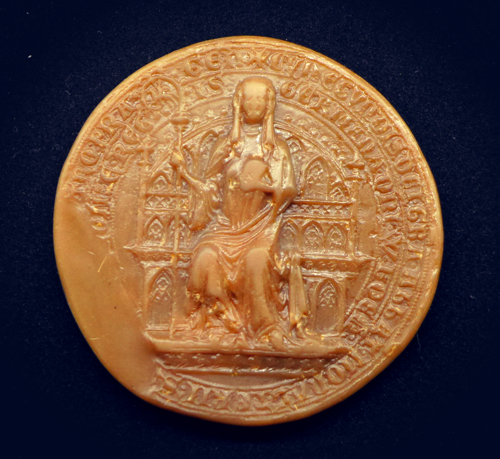
Kunhutina pečeť

Kunhuta byla králem dosazena do čela svatojiřského "Damenstiftu" jako jeho abatyše tak, že jí dosavadní abatyše Žofie z Pětichvost musela postoupit své místo (a po její smrti se zase vrátila). Kunhuta vládla až do konce života jako abatyše v klášteře sv. Jiří na Pražském hradě. Ambiciózní, energická a uměnímilovná princezna ke své instalaci dostala od bratra insignie svého úřadu: zlatem kovanou berlu (z níž se dochovaly fragmenty pásků s darovacím nápisem) a korunu (přepracovanou v době renesance).
Klášter vynikl jako společenské a náboženské centrum přemyslovské rodiny v období interregna po vymření Přemyslovců po meči v letech 1306 až 1310. Kunhuta poskytla vzdělání a vychování své osiřelé neteři Elišce Přemyslovně, kterou zásadně ovlivnila. V klášteře vyrostla také další Přemyslovna, nemanželská dcera Václava III. Eliška, pozdější abatyše kláštera benediktinek v Pustiměři.

## Pasionál
Kunhuta vynikla objednávkami výtvarného umění, zejména skupiny iluminovaných rukopisů. Vedle brevíře je nejpozoruhodnější z nich Pasionál abatyše Kunhuty, ojedinělý mystický spis o Kristově umučení, se skvostnými velkoformátovými ilustracemi. Jím se Kunhuta zařadila k nejvýznamnějším urozeným mecenáškám latinské Evropy vrcholné gotiky. První text byl sepsán již okolo roku 1312 a celé dílo bylo uzavřeno před dokončením okolo roku 1321, v době Kunhutiny smrti, proto jsou v závěru prázdné stránky a v nalinkované rubrikaci chybějí ilustrace. Na textu Pasionálu se podílel významný dominikánský teolog, kazatel a později inkvizitor Kolda z Koldic. Hlavním autorem byl zřejmě kanovník Beneš, významnou komponentou je výtvarný doprovod. Na titulním listu pasionálu jsou autoři jako klečící donátoři vyobrazeni před trůnem abatyše. V zástupu řeholnic je na posledním místě vyobrazena také Kunhutina dcera.

## Vývod z předků
|                       |                    |  |                       |                        |  |  |  |  |  |  |  | Vladislav II. |
|                       |                    |  |                       |                        |  |  |  |  |  |  |  |               |
|                       | Přemysl Otakar I.  |  |                       |                        |  |  |  |  |  |  |  |               |
|                       |                    |  |                       |                        |  |  |  |  |  |  |  |               |
|                       |                    |  |                       | Judita Durynská        |  |  |  |  |  |  |  |               |
|                       |                    |  |                       |                        |  |  |  |  |  |  |  |               |
|                       | Václav I.          |  |                       |                        |  |  |  |  |  |  |  |               |
|                       |                    |  |                       |                        |  |  |  |  |  |  |  |               |
|                       |                    |  |                       | Béla III. Uherský      |  |  |  |  |  |  |  |               |
|                       |                    |  |                       |                        |  |  |  |  |  |  |  |               |
|                       | Konstancie Uherská |  |                       |                        |  |  |  |  |  |  |  |               |
|                       |                    |  |                       |                        |  |  |  |  |  |  |  |               |
|                       |                    |  |                       | Anežka z Antiochie     |  |  |  |  |  |  |  |               |
|                       |                    |  |                       |                        |  |  |  |  |  |  |  |               |
|                       | Přemysl Otakar II. |  |                       |                        |  |  |  |  |  |  |  |               |
|                       |                    |  |                       |                        |  |  |  |  |  |  |  |               |
|                       |                    |  |                       | Fridrich I. Barbarossa |  |  |  |  |  |  |  |               |
|                       |                    |  |                       |                        |  |  |  |  |  |  |  |               |
|                       | Filip Švábský      |  |                       |                        |  |  |  |  |  |  |  |               |
|                       |                    |  |                       |                        |  |  |  |  |  |  |  |               |
|                       |                    |  |                       | Beatrix Burgundská     |  |  |  |  |  |  |  |               |
|                       |                    |  |                       |                        |  |  |  |  |  |  |  |               |
|                       | Kunhuta Štaufská   |  |                       |                        |  |  |  |  |  |  |  |               |
|                       |                    |  |                       |                        |  |  |  |  |  |  |  |               |
|                       |                    |  |                       | Izák II. Angelos       |  |  |  |  |  |  |  |               |
|                       |                    |  |                       |                        |  |  |  |  |  |  |  |               |
|                       | Irena Angelovna    |  |                       |                        |  |  |  |  |  |  |  |               |
|                       |                    |  |                       |                        |  |  |  |  |  |  |  |               |
|                       |                    |  |                       | Herina                 |  |  |  |  |  |  |  |               |
|                       |                    |  |                       |                        |  |  |  |  |  |  |  |               |
| 'Kunhuta Přemyslovna' |                    |  |                       |                        |  |  |  |  |  |  |  |               |
|                       |                    |  |                       |                        |  |  |  |  |  |  |  |               |
|                       |                    |  | Vševolod IV. Kyjevský |                        |  |  |  |  |  |  |  |               |
|                       |                    |  |                       |                        |  |  |  |  |  |  |  |               |
|                       | Michal Černigovský |  |                       |                        |  |  |  |  |  |  |  |               |
|                       |                    |  |                       |                        |  |  |  |  |  |  |  |               |
|                       |                    |  |                       | Marie Polská           |  |  |  |  |  |  |  |               |
|                       |                    |  |                       |                        |  |  |  |  |  |  |  |               |
|                       | Rostislav Haličský |  |                       |                        |  |  |  |  |  |  |  |               |
|                       |                    |  |                       |                        |  |  |  |  |  |  |  |               |
|                       |                    |  |                       | Roman Haličský         |  |  |  |  |  |  |  |               |
|                       |                    |  |                       |                        |  |  |  |  |  |  |  |               |
|                       | Marie Haličská     |  |                       |                        |  |  |  |  |  |  |  |               |
|                       |                    |  |                       |                        |  |  |  |  |  |  |  |               |
|                       |                    |  |                       | Predslava              |  |  |  |  |  |  |  |               |
|                       |                    |  |                       |                        |  |  |  |  |  |  |  |               |
|                       | Kunhuta Uherská    |  |                       |                        |  |  |  |  |  |  |  |               |
|                       |                    |  |                       |                        |  |  |  |  |  |  |  |               |
|                       |                    |  |                       | Ondřej II. Uherský     |  |  |  |  |  |  |  |               |
|                       |                    |  |                       |                        |  |  |  |  |  |  |  |               |
|                       | Béla IV. Uherský   |  |                       |                        |  |  |  |  |  |  |  |               |
|                       |                    |  |                       |                        |  |  |  |  |  |  |  |               |
|                       |                    |  |                       | Gertruda Meranská      |  |  |  |  |  |  |  |               |
|                       |                    |  |                       |                        |  |  |  |  |  |  |  |               |
|                       | Anna Uherská       |  |                       |                        |  |  |  |  |  |  |  |               |
|                       |                    |  |                       |                        |  |  |  |  |  |  |  |               |
|                       |                    |  |                       | Theodoros I. Laskaris  |  |  |  |  |  |  |  |               |
|                       |                    |  |                       |                        |  |  |  |  |  |  |  |               |
|                       | Marie Laskarina    |  |                       |                        |  |  |  |  |  |  |  |               |
|                       |                    |  |                       |                        |  |  |  |  |  |  |  |               |
|                       |                    |  |                       | Anna Komnena Angelina  |  |  |  |  |  |  |  |               |
|                       |                    |  |                       |                        |  |  |  |  |  |  |  |               |